# Skärva
Skärva este o arie protejată (arie specială de conservare — SAC, sit de importanță comunitară — SCI) din Suedia întinsă pe o suprafață de 234,4 ha, integral pe uscat.

## Localizare
Centrul sitului Skärva este situat la coordonatele 56°12′08″N 15°34′25″E / 56.2022°N 15.5736°E.

## Înființare
Situl Skärva a fost declarat sit de importanță comunitară în ianuarie 1997 pentru a proteja 3 specii de animale. Situl a fost protejat și ca arie specială de conservare în martie 2011.

## Biodiversitate
Situată în ecoregiunile boreală, continentală și marină baltică, aria protejată conține 9 habitate naturale: Pășuni de coastă din Baltica boreală, Păduri de fag Asperulo-Fagetum, Roci stâncoase cu vegetație pionieră de Sedo-Scleranthion sau Sedo albi-Veronicion dillenii, Păduri de fag Luzulo-Fagetum, Păduri caducifoliate de mlaștină fino-scandinave, Taiga vestică, Pășuni din zone de pădure fino-scandinave, Golfuri mici largi și golfuri puțin adânci, Păduri de stejar sau de stejar și carpen sub-atlantice și medio-europene de Carpinion betuli.
La baza desemnării sitului se află mai multe specii protejate:
- amfibieni (1): triton cu creastă (Triturus cristatus)
- nevertebrate (2): rădașcă (Lucanus cervus), Osmoderma eremita